# ドナルド・マクドナルド
ドナルド・マクドナルドは、ファストフードチェーンマクドナルドのマスコットキャラクターである。
1963年にローカルテレビの広告用キャラクターとして誕生し、一時期アメリカ合衆国において、児童の認知率が96%を叩き出しアメリカ一知られたファストフードの宣伝キャラクターとなった。
その認知度はアメリカに留まらないうえに、31カ国語を操るとされる超国際派である。
モデルは道化師のウィラード・スコットであり、初代ドナルドはウィラード自身が演じた。
英語での原名はロナルド・マクドナルド（Ronald McDonald）であるが、1971年日本上陸時の際、日本人が発音しやすいようドナルド・マクドナルド表記で紹介された。そのためドナルドもロナルドも正しい名称である。
この項目では日本における名称である「ドナルド・マクドナルド」に統一して記述する。

## キャラクター
テレビCMにおいて、架空の世界『マクドナルドランド』に住んでおり、後述の仲間たちと冒険を繰り広げている。近年では日常生活での子供たちとのふれあいが描かれるようになり、等身大のアニメで描かれている。
2016年8月から全米で起きているピエロ騒動のためドナルドの登場機会を減らすとマクドナルド社が2016年10月、CNNに回答した。2023年現在日本においてはメディアへの登場や各地のイベント出演がほとんど行われておらず、保育園や幼稚園、小学校向けに日常のマナーやルール（交通安全やSDGsなど）を教える教室『ハロードナルド！』をオンラインや対面で行っている。また、小児患者と家族のための滞在施設『ドナルド・マクドナルド・ハウス』のマスコットとしても活動している。

### 本名・正式名称
上記のとおり、このマスコットの本名（正式名称）はロナルド・マクドナルドであるが、日本ではドナルド・マクドナルドとなっている。これは、マクドナルドが初めて日本に進出した際、藤田田が日本人にとって「ロナルド」という単語は発音しにくく「ドナルド」の方が発音しやすいという意見を採用したためである。日本マクドナルドは「『ドナルド』と『ロナルド』、どちらも正しい名称である」と公言している。そのため、日本国内でも容器のデザインに関する版権表記の部分などにはロナルド (Ronald McDonald) の表記が見られる。
中国語圏では、本名はロナルド・マクドナルドを音写した「羅納徳・麦当労」（繁体字: 羅納德·麥當勞、簡体字: 罗纳德·麦当劳）としつつも、一般には「マクドナルドおじさん」を意味する「麦当労叔々」（繁体字: 麥當勞叔叔、簡体字: 麦当劳叔叔）の名称が使用されている。

### 海外での批判
ファストフードをめぐる論争で、ドナルドはタバコブランドのキャメルの宣伝でかつて使われたマスコットである「ジョー・キャメル」になぞらえて批判された。
2010年（平成22年）5月24日、アメリカにおいて企業活動の監視を行う非営利団体がマクドナルドに対し、ドナルドの「引退」を含む販促活動の自粛を要求した。同団体は、ドナルドなど子供に人気のキャラクターを使ったマクドナルドの販促活動が、不健康な高カロリー食品の需要をあおったと主張。一方マクドナルドは、「ドナルドはバランスがとれた食生活を提案している。彼の存在は永遠だ」として活動自粛要請を拒否した。
2021年にも同じ非営利団体による新聞広告及びウェブサイトによるドナルドの引退を勧告する活動が実施されたが、マクドナルド社はそれを拒否し今後もイメージキャラクターとして同社の商品及びCMに登場することを表明した。

## 日本での活動
ドナルドは子供たちに心と体の元気を伝える存在として全国各地で活動している。その活動内容は主に「ドナルドパーティー」「ハロー!ドナルド」「ドナルドエクササイズ」「ドナルドのウワサ!」などがあった。
また、テレビCM「ドナルドのウワサ」でも「毎日朝ごはんを食べるように」、「外で遊ぶように」、「夜は早く寝るように」などの元気で健康な生活を子供に呼びかける活動を行っていた。
他に日本マクドナルド社が清水エスパルスのマッチデースポンサーをしたホームゲームではスタジアムのイベントに登場し、試合勝利後に選手とサポーターが一緒になって行う勝ちロコにも参加した。
全国47都道府県予選を勝ち抜いたチームが出場する高円宮賜杯全日本学童軟式野球大会マクドナルド・トーナメントは、マクドナルドがサポートする大会であり、ドナルドも挨拶で登場することがある。

## ドナルドの仲間たち

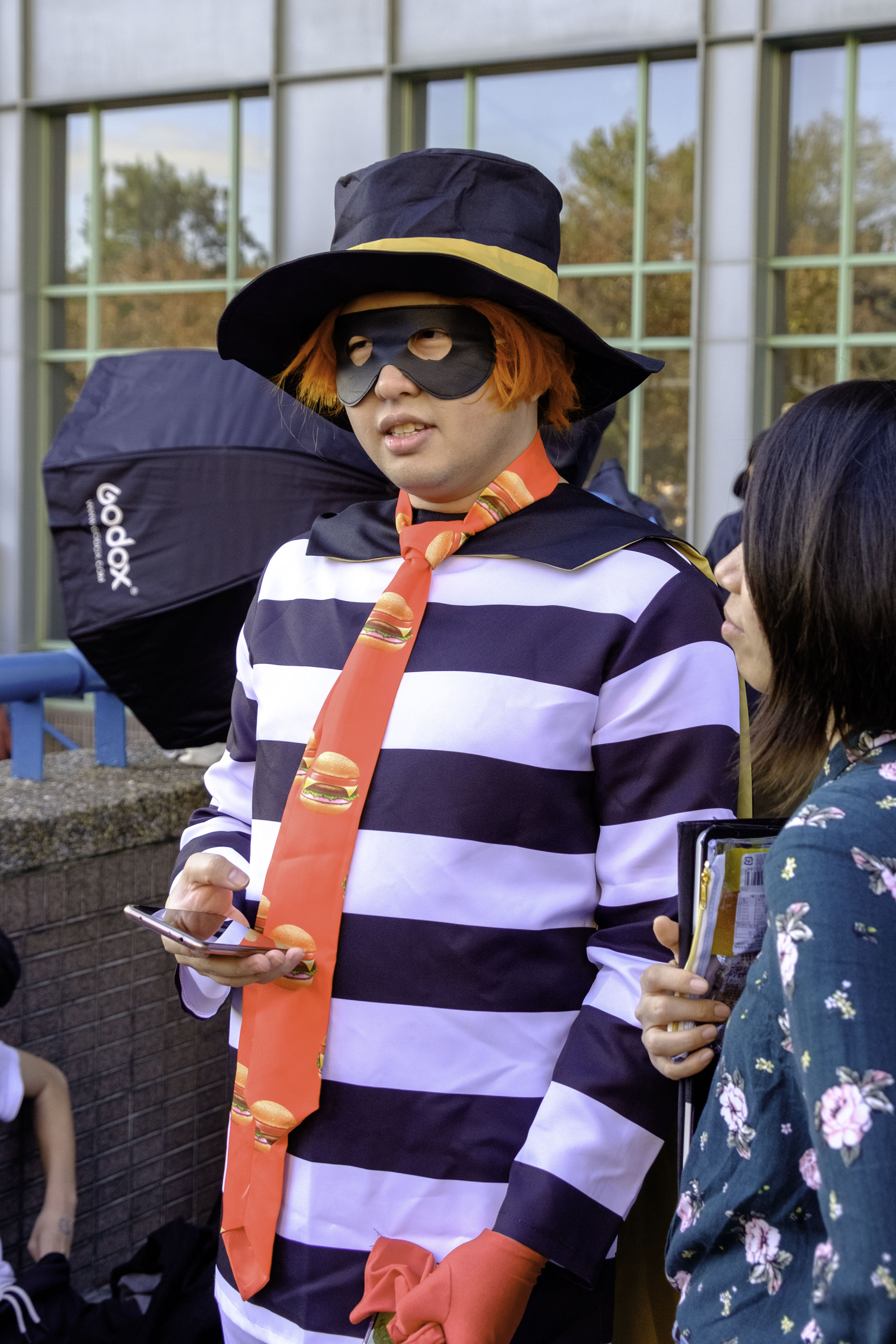
ハンバーグラーのコスプレ

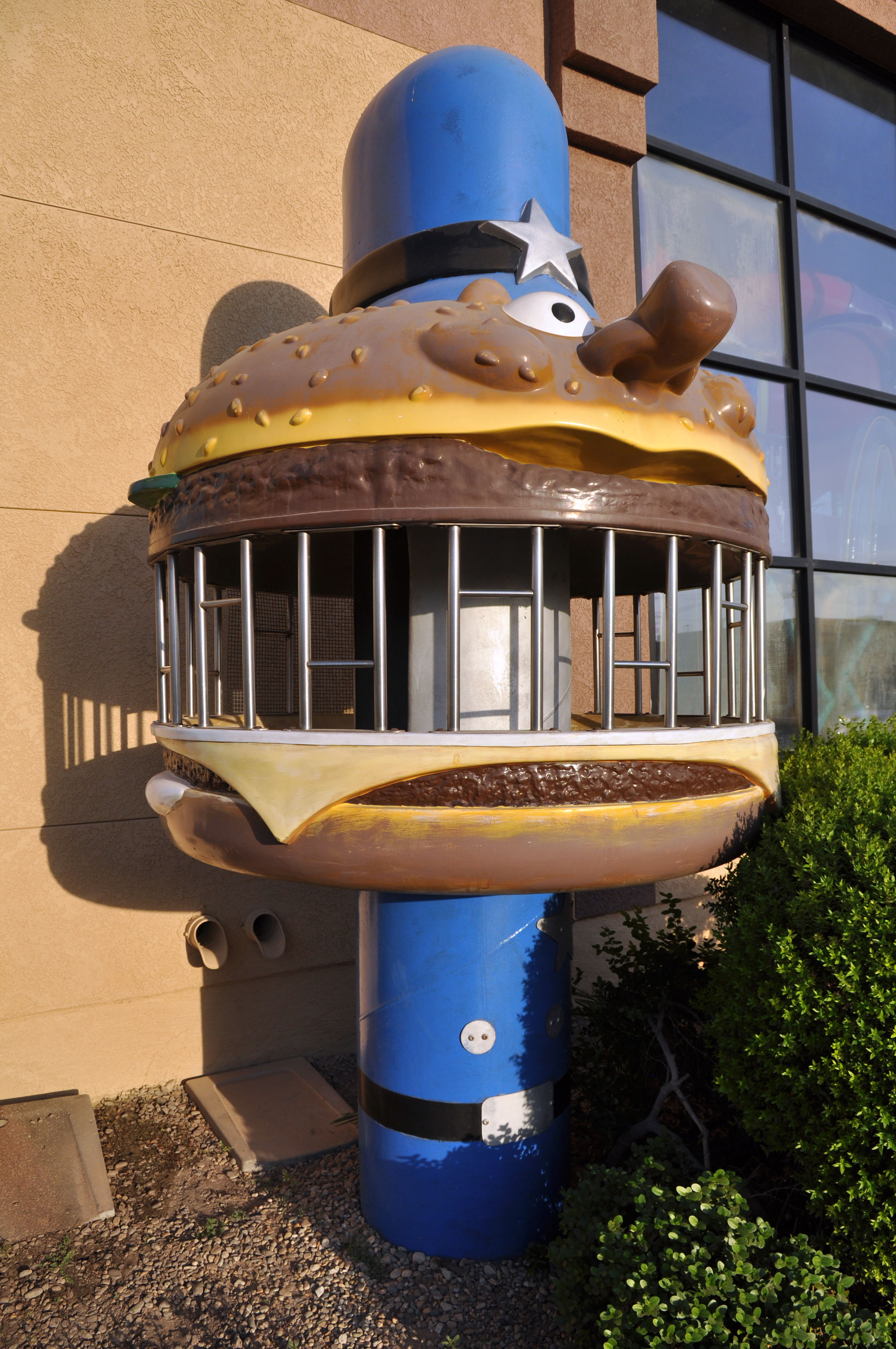
ビッグマックポリス

ドナルドには以下のような仲間たちがいる。かつてはドナルドと共にハッピーセットのおまけの玩具になることも多かった。2017年11月から12月にかけて一度限りの復活を果たしたほか、2024年には何らかの形で「帰って来る」ことが発表されている。
メイヤーチーズマック (Mayor McCheese)
その名の通りチーズバーガーをイメージしたキャラクター。マクドナルドランドの市長。
ハンバーグラー (the Hamburglar)
声 - 肝付兼太
ハンバーガーをイメージしたキャラクター。ハンバーガーが大好物で、いつもハンバーガーを手に入れようと企んでいるイタズラ好き。盗みには毎回失敗するが、CMのラストではいつもハンバーガーをもらって食べている。当初は初老の男性でいかにも悪役らしい姿であったが、1980年代後半に現在の少年の姿になった(本当は悪い人ではない)。なお、"burglar"とは英語で「夜盗」の意。
グリマス (Grimace)
声 - 西尾徳→塩屋浩三
マックシェイクをイメージした紫色のキャラクター。マックシェイクが大好物。おっちょこちょいで不器用。
バーディ (Birdie the Early Bird)
声 - 横沢啓子→深雪さなえ
英名に含まれるアーリーバード（Early Bird、意訳: 鳥の早起き）が意味する通りブレックファストメニュー（朝マック）をイメージしたキャラクター。ツインテールをした鳥の女の子。いつも早起きで仲間と朝マックを食べるのが大好き。マックキャラ推しグランプリでは、エントリーNo.1で結果は1位であった。エッグマックマフィンが好きなメニュー。ピンクの服にはマクドナルドのロゴが入っている。
フライキッズ (The Fry Kids)→フライフレンズ
マックフライポテトをイメージしたキャラクター。女の子のフライガールと男の子のフライガイの2種類のキャラクターの総称で3人ずついる。ポンポンに足が生えたような格好をしている。
ビッグマックポリス (Big Mac Police)
ビッグマックをイメージしたキャラクター。ドナルドにお仕置きされたハンバーグラーを連行する役割。現在は全世界で使用が中止されている。これは警官であるビッグマックポリスがドナルドなどを監視する印象を与えるためと公式説明がされている。
マックナゲットバディーズ
チキンマックナゲットをイメージしたキャラクターで複数いる。仮装が大好きで様々な格好をした仲間がいる。
フードバディーズ
ハンバーガー、マックフライポテト、ドリンクをイメージした3人組のキャラクター。マックナゲットバディーズのいとこ。いつも3人で楽器の演奏やダンスをして遊んでいる。

## ドナルドのウワサ!
『ドナルドのウワサ!』は2004年（平成16年）から2007年（平成19年）初頭ごろにかけて放送されていたテレビCMのシリーズ。CMの冒頭で「ドナルドのウワサ!クシュン!」と赤色背景にイラストのドナルドがくしゃみをするサウンドロゴが入り（このイラストのドナルドは後述の回答映像の終了時にも表示）、映像と共にドナルドに関する疑問が提示されるCMで、回答はマクドナルドのオフィシャルサイトに掲載されていた。現在は、新CM（ダンスCM）開始で、ドナルドルームがリニューアルしたため、すべて削除されているが、オフィシャルサイトのドナルドのプロフィールページには現在も質問の一部の回答にあたるような文章が存在する。このCMシリーズで、ドナルドに関する様々な事例が明らかになった。また、2024年現在このシリーズがドナルドの最後のテレビCM出演となっている。
ドナルドの髪はなんで赤いの？
どこにいても、子どもたちがドナルドをすぐ見つけ出せるようにするため。なお、初期の髪形は今のアフロヘアーと異なり、帽子をかぶっていた。髪形は試行錯誤を経て現在のアフロヘアーとなり、「最も気に入っている髪形」という。
CMはドナルドと子供達が綱引きをしている様子を上から映しており、ドナルドの頭（髪）がクローズアップされるものであった。
ドナルドの名字って、マクドナルド？
「ドナルド」が名前で「マクドナルド」が名字。ただし、前述の通り日本以外での正式名称は「ロナルド・マクドナルド(Ronald mcdonald)」である。
CMはプロ野球風にウグイス嬢がドナルドの名前をコールし、それにあわせてオーロラビジョンにドナルドが現れ、最後に投球するものであった。撮影は東京ドームで行われていた。
ドナルドはスポーツにハマってる？
ドナルドは様々なスポーツをこなす。過去にはアーティスティックスイミングや、スキージャンプに挑戦しているCMもあった。
CMはドナルドがサッカー、バスケットボール、野球、スケートボードをしているものであった。
ドナルドってしゃべるの？
日本では1990年代前半までは、ドナルドが喋っているCMが多かったが、1990年代末期からは喋らない時期が続いていた。
CMは唯一2種類あった。いずれも野外でベンチに座って本を読んでいるもので、読書中に携帯電話に着信（着メロはi'm lovin' itの曲）が来てそのまま通話を始め、最後に「ヘッハッハッハッハ」と笑っているもの(会話の内容は不明)、表紙を見て「この本前に読んだな…」と独り言をつぶやき、最後に伸びをした拍子に「アラー！」と叫びながらベンチごと転倒するもの。またこの質問も含め、これ以降に掲載している質問に対しては映像でドナルド本人が回答しているほか、冒頭の「ドナルドのウワサ」という部分の赤が明るくなっている。
ドナルドはダンスにハマってる？
彼曰く「自然に体が動いちゃうんだ」という。なお、マクドナルドのオフィシャルサイト内には「ドナルドエクササイズ」なるダンスが存在するほか、子供と踊るCMが放送されていた。
CMはドナルドが踊りながら鏡の前でポーズを考えているものであった。
ドナルドのくつってなんセンチ？
「ハンバーガーが4個分くらい」とのみ回答しており、詳細な長さは不明。
CMはドナルドと子供達がフォークダンスをしている様子を足元のみ映しており、ドナルドの足（靴）がクローズアップされるものであった。
「ランランルー」ってなんなんだー？
「ランランルー」とは、ドナルドが日本国内の宣伝活動で発している言葉。彼が嬉しい気分になった時に発する口癖的な言葉で、「この言葉を大きな声で叫ぶと、嬉しい気持ちが2〜3倍にもなる」という。
上記の「ドナルドエクササイズ」の中にもこの動きが取り込まれている。また、2008年10月24日から11月6日まで、ハッピーセットに「ポケモンランランルーラー」（「ランランルー」と「ルーラー（定規）」をかけている）という玩具が付属していた。過去には似たようなものとして「ドナルドマジック」という言葉もあった。
CMはドナルドと子供達がひたすら「ランランルー」の掛け声にあわせ、腕を挙げる動作が繰り返されているものであった。
なお2024年時点では、当時CMを視聴していた小学生たちの間で「死ね死ね消えろ」を意味する隠語として「ランランルー」が用いられていたという声がSNSで複数上がっており、実際にそのような理由から「ランランルー」を「ファックユー」 (Fuck You) などと同様の「汚い言葉」と位置づけ、使わないよう児童たちに指導していた小学校もある。

## ドナルドに手紙を書こう!!
『ドナルドに手紙を書こう!!』は、マクドナルドのオフィシャルサイトの中の「ドナルドルーム」に掲載されていた、ドナルドに手紙を書くコーナー。自分の名前は書くことができるが、質問内容については好きな文章を書くことは出来ない（メッセージ内容などを選ぶ方式）。画面上の指示に沿ってドナルドへのメッセージ内容を選択すると、ドナルドが音声で返答してくれる。
全パターンは以下の通り
```
       挨拶
       おはよう
           「やぁ! おはよう! お手紙ありがとう! ドナルドは今日、早起きしたよ。きみはいつも、何時に起きるの?」
       こんにちは
           「やぁ! こんにちは! お手紙ありがとう! ドナルドは今日、公園でサッカーをしてあそんだよ。きみはサッカーやるのかな?」
       こんばんは
           「やぁ! こんばんは! お手紙ありがとう! ドナルドは今日、お花の絵をかいたよ。絵をかくのがとくいなんだ! きみはどんな絵をかくのかな?」
       メッセージ
       ドナルド元気?
           「ドナルドはいつも元気いっぱい! 外であそぶのが大好きなんだ。でもね、本をよむのも好きなんだよ。きみはどっちが好き?」
       ドナルドは何が好きなの?
           「ドナルドは音楽やスポーツが大好き! ダンスもおどるし、スケボーにものれるんだよ。きみはどんなことが好きなのかな?」
       ドナルドが大好きだよ!
           「ドナルドのことが大好きだなんて、うれしいな!! ドナルドはきみのことも知ってるよ! おどろいた? もちろんドナルドも、きみのことが大好 きだよ!!!」
       ドナルドは今何をしているの?
           「ドナルドは今ね〜、歌を作っているんだ! はやくみんなといっしょに歌いたいな!」
       ドナルドといっしょに遊びたいな!
           「ドナルドも、きみといっしょにあそびたいな!! なにをしてあそぼうか? たのしみだな!」
```

## 登場するマクドナルド公式ゲーム作品
ドナルドランド（ファミリーコンピュータ）
悪魔たちによって洗脳されたり捕まったりしたドナルドランドの住民たちを助けるべく、ドナルドがリンゴ爆弾を武器に悪魔たちを倒していくアクションゲーム。
開発・発売はデータイーストが担当。
マクドナルド トレジャーランド アドベンチャー（メガドライブ、en:McDonald's Treasure Land Adventure）
散歩をしていたドナルドが宝の地図の紙切れを見つけ、ドナルドが宝探しに向うアクションゲーム。
発売はセガ、開発は『ガンスターヒーローズ』を手掛けたトレジャーが担当。
M.C. Kids (Nintendo Entertainment Systemなど)
マクドナルドランド (McDonaldland、Nintendo Entertainment System)
共に日本では未発売のジャンプアクションゲーム。
Global Gladiators（メガドライブなど）

## テレビCMのドナルドの声優
- 富山敬（初代、1970年代後半から1995年まで）
- 不明（代役、1980年代前半）
- 石丸博也（代役、1980年代前半）
- 不明（代役、1980年代後半）
- 堀内賢雄（代役、1988年、1992年）
- 田中和実（代役、1993年）
- 山寺宏一（二代目、1996年から2001年まで「マクドナルドハッピーセット」）
- 加門良（三代目、2002年（平成14年））[28]
- 宍戸勝（現宍戸マサル）（四代目、2003年（平成15年）より2007年（平成19年）まで）[29]

## その他
1980年代までのマクドナルドのCMではドナルドは頭に帽子をかぶっており、今のイメージとはまったく異なるものであった。
人形のポーズに決まりはなく下記の画像のようにタイ王国では合掌(ワイ)していたり(普段から合掌が文化として根付き、2004年時点で同国のドナルドの約9割は合掌している)、顔のメイクなどは国ごとに違いが見受けられるものの、赤いアフロ、赤と白の縞模様の服、赤くて大きい靴などは万国共通である。

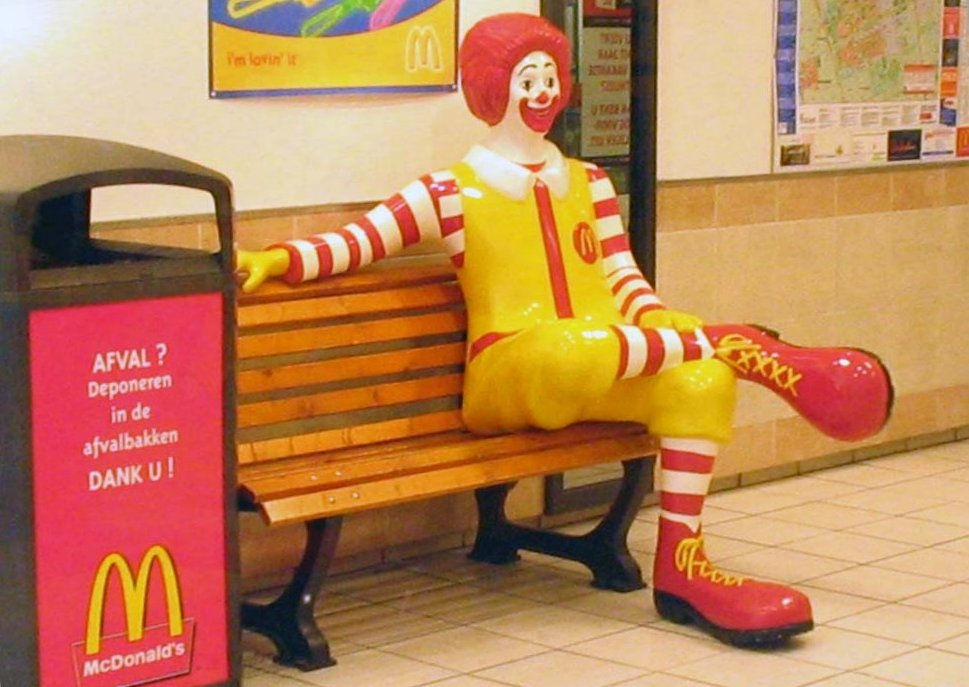
ドナルド・マクドナルド（オブジェ）
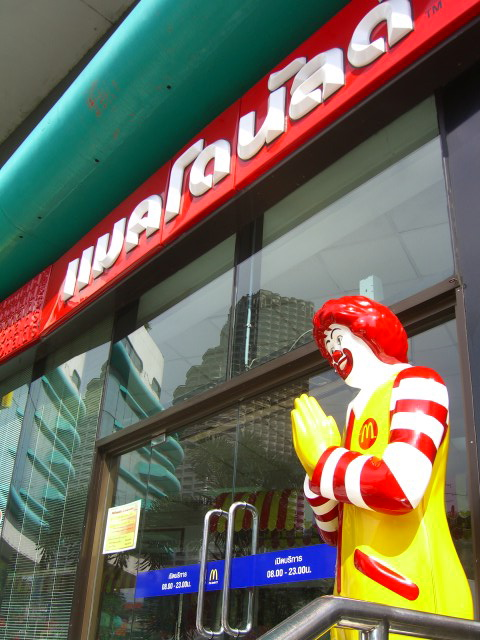
タイ王国のマクドナルド
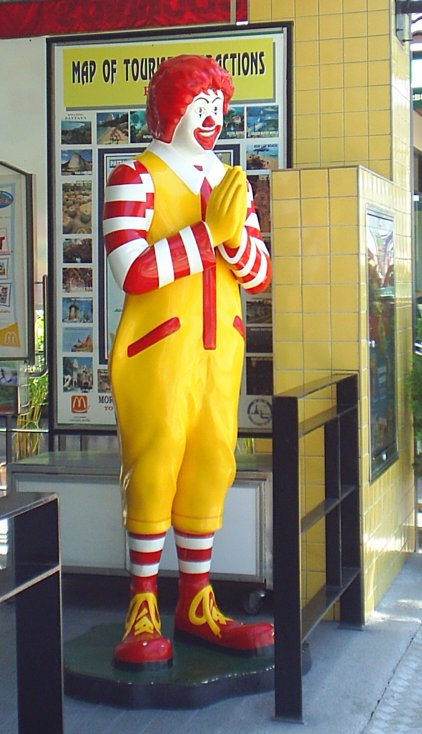
ドナルドがワイ（合掌）をしている

なお、紙コップや包装紙などのパッケージでは、ポイ捨てをしないようにという意図でゴミ箱にゴミを入れるドナルドの画像が使われている。
また、300円を募金することでドナルドの靴下を配布するキャンペーンが恒常的に行われている等、現在でもキャラクターのデザインが活用されている。
- ドラゴンクエストIX 星空の守り人 - マックでDSにおけるコラボレーションの一環として[31]、ゲーム中にドナルドのヘアスタイルを模した装備品「赤いアフロ」が登場する。
- ドクター秩父山 - ドナルドそっくりな「コシガヤバーガー店長」というキャラクターが登場する。復刻版の単行本では登場する話は削除されている。

2009年に公開されたフランスのブラックコメディ映画｢｢ロゴラマ（英語: Logorama）｣においてドナルドが登場している。
2016年、世界各地でピエロに扮した犯罪及び悪質ないたずらが多発したことによりマクドナルド本社よりドナルドの登場機会を減らすことが告知され、世界的に登場頻度が減っている状況となっている。